# 1281年—1293年東北羅斯內戰
1281年－1293年東北羅斯內戰（俄語：Междоусобная война в Северо-Восточной Руси）是1281年至1293年期間亚历山大·雅罗斯拉维奇·涅夫斯基的兒子們為爭奪弗拉基米尔-苏兹达尔大公国的執政權而兵戎相見。當時诺夫哥罗德共和国和金帐汗国也介入此次混戰。